# Richland Township (comté de Washington, Arkansas)
Richland Township est l'un des trente-sept townships du comté de Washington, en Arkansas, aux États-Unis,.